# Syrisch-katholische al-Tahira-Kathedrale
Die Syrisch-katholische al-Tahira-Kathedrale, die Kirche der Unbefleckten Empfängnis der Jungfrau Maria (arabisch كاتدرائية الطاهرة للسريان الكاثوليك, auch كنيسة الطاهرة الداخلية, „die innere al-Tahira-Kirche“ im Gegensatz zur syrisch-orthodoxen „äußeren al-Tahira“ am Rande der Altstadt; syrisch ܥܹܕܬܐ ܕ(ܛܵܗܝܼܪܵܐ) ܥܲܬܝܼܩܬܐ ܕܐ݇ܣܘܼܪ̈ܵܝܹܐ ܩܵܬ݂ܘܿܠܝܼܩܵܝܹ̈ܐ ܓܲܘ ܡܲܘܨܸܠ), ist eine Kirche in der irakischen Stadt Mossul, die im Jahre 1672 erstmals erwähnt und 1862 durch einen neuen Kirchenbau ergänzt wurde. Sie ist die Kathedrale der Erzeparchie Mosul der Syrisch-katholischen Kirche, liegt aber seit der Schlacht um Mossul 2017 in Trümmern. Ein Wiederaufbau mit Unterstützung der UNESCO ist geplant.

## Standort
Die Syrisch-katholische al-Tahira-Kathedrale steht im Zentrum der Altstadt Mossuls auf 237 m Meereshöhe, etwa 350 m westlich der Alten Brücke (الجسر العتيق) über den Tigris, rund 50 m nordwestlich der Ninive-Straße (شارع نينوى) und 40 m nordöstlich der Nabī-Dschardschīs-Straße (شارع النبي جرجيس), die rund 1,5 km weiter nördlich an der Chaldäisch-katholischen al-Tahira-Kathedrale vorbei führt. Außerdem steht sie rund 150 m östlich des Schreins des islamischen Propheten Dschardschis und knapp 400 m östlich der Großen an-Nuri-Moschee (مسجد نوري الكبير).

## Geschichte
Der Boden der alten syrisch-katholischen al-Tahira-Kirche liegt unter Straßenniveau in einem der ältesten Stadtteile Mossuls. Auf Grund dessen wurde vermutet, dass die Fundamente der Kirche aus dem 7. Jahrhundert stammen könnten. Erstmals erwähnt wurde die alte syrisch-katholische al-Tahira-Kirche allerdings erst 1672. 1744 wurde sie renoviert und dabei erheblich umgebaut. 1790 wurde die syrisch-katholische Erzeparchie Mossul (Archieparchia Mausiliensis Chaldæorum) gegründet. In den Jahren von 1859 bis 1862 wurde die neue al-Tahira-Kathedrale als Erweiterungsbau der alten Kirche errichtet.
Mit der Invasion der USA ab 2003 und den nachfolgenden Christenverfolgungen, darunter mehreren Terroranschlägen gegen christliche Kirchen in Mossul, begann der Massenexodus der Christen. Als der Daesch (IS) am 4. Juni 2014 Mossul angriff, lebten von etwa 60.000 Christen vor US-Invasion 2003 noch rund 30.000 in der Stadt. Von diesen blieb nach der Eroberung der Stadt durch Daesch am 10. Juni 2014 niemand. Die meisten christlichen Flüchtlinge aus Mossul kamen in die überwiegend christliche Stadt Ankawa im Norden der kurdischen Metropole Erbil. Unter ihnen war auch der syrisch-katholische Erzbischof Boutros Moshe. Bei der Rückeroberung der Stadt Mossul durch die irakischen Streitkräfte im Juni 2017 wurden beide Kirchengebäude der al-Tahira-Kathedrale zu großen Teilen zerstört, die neue Kirche von 1862 nahezu vollständig, so dass von diesem Gebäude wohl nichts zu retten ist. Erzbischof Boutros Moshe begab sich nach der Vertreibung der Islamisten nicht nach Mossul zurück, sondern nahm Residenz in der überwiegend syrisch-katholischen Kleinstadt Baghdida in der Ninive-Ebene, die in deutschen Medien meist beim türkischen Namen Karakosch genannt wird (und wo es auch eine syrisch-katholische al-Tahira-Kirche gibt). Nach Einschätzung Moshes wollen nach den Erfahrungen des Terrors die meisten vertriebenen Christen nicht nach Mossul zurückkehren. Dennoch wurde die syrisch-katholische al-Tahira-Kirche bis 2025 durch ein Projekt der UNESCO, vor allem finanziert durch die Vereinigten Arabischen Emirate und die EU, wiederaufgebaut.

## Architektur
Die alte al-Tahira-Kirche war erreichbar über einen Innenhof etwa 3 m unterhalb der Straßenebene. Sie war vom Eingang auf der Westseite bis zum Heiligtum im Osten etwa 18 m lang und von der Kapelle St. Jacobus Intercisus im Süden bis zum Taufbecken im Norden 24 m breit. Die Kirche besaß drei Querschiffe, die von vier mal zwei Säulen und sehr dicken Pfeilern, auf denen das Gewölbe ruhte, voneinander getrennt. Das Heiligtum konnte über vier Türen, darunter die Königliche Tür der Ikonostase, erreicht werden.

## Bistum und Bischof
Als syrisch-katholische Kathedrale fungierte der zum selben Gebäudekomplex wie die alte Kirche gehörende Neubau (von 1862), und gleich nebenan befand sich auch der ebenso wie die Kirchen zerstörte Sitz des Erzbischofs. Die Kathedrale ist Sitz der 1790 errichteten Syrisch-katholischen Erzeparchie Mossul (Archieparchia Mausiliensis Syrorum). Sie umfasst neben der Stadt Mossul, in der es 2019/2020 laut Kirche in Not im Gegensatz zur syrisch-orthodoxen und zur chaldäisch-katholischen Kirche noch beziehungsweise wieder eine (wenn auch kleine) syrisch-katholische Präsenz gibt, auch einen Teil der Ninive-Ebene mit den Orten Baghdida (mit der größten Kirche der Erzeparchie, der Großen al-Tahira-Kirche), Bartella, Baschiqa und Chidr Ilyas mit dem Mar-Behnam-Kloster. Hier gab es im Jahr 2016 etwa 4500 Gläubige in 13 Pfarreien mit 48 Priestern. Bis Juni 2019 umfasste die Erzeparchie auch die Autonome Region Kurdistan mit den Gouvernements Dahuk, Erbil und as-Sulaimaniyya, doch gingen diese Gebiete mit der Gründung der neuen Eparchie Adiabene mit Sitz in der Kathedrale der Königin des Friedens in Ankawa verloren. Für die noch nicht verkleinerte Erzeparchie wurden im Jahre 2016 noch etwa 45.000 Gläubige in 13 Pfarreien mit 48 Priestern angegeben. Seit dem 1. März 2011 ist der am 18. Juni 1951 in Baghdida geborene Boutros Moshe Mossuler Erzbischof. Er residiert derzeit in Baghdida, wo die Große al-Tahira-Kirche die syrisch-katholische Hauptkirche ist.